# Wilhelm Wilmers
Wilhelm Wilmers (nascido em Boke, na Vestfália, em 30 de janeiro de 1817; morto em Roermond, Holanda, em 9 de maio de 1899) foi um professor jesuíta alemão de filosofia e teologia.

## Vida
Ele entrou para a Companhia de Jesus em 1834 em Brieg, no cantão de Valais, Suíça, foi expulso do país com os outros jesuítas em 1847 e ordenado padre em Ay, no sul da França, em 1848. Pouco depois, ele ensinou filosofia em Issenheim, na Alsácia, depois exegese na Universidade Católica de Leuven, teologia em Colônia, filosofia em Bonn e Aachen, e teologia em Maria-Laach.
Em 1860, o Cardeal Geissel solicitou os serviços de Wilmer como teólogo no conselho provincial de Colônia. Wilmers também participou do Primeiro Concílio do Vaticano em 1870 como teólogo do Bispo Leo Meurin, Vigário Apostólico de Bombaim.
Após uma breve residência em Bonn e Munster, ele foi para Ordrupshoj, perto de Copenhague, onde escreveu contra os ataques à Igreja Católica pelo pregador protestante Martensen. Esta obra foi traduzida para o dinamarquês pelo prefeito apostólico Hermann Grüder e publicada sob o nome deste último com o título: "Det protestaniske og katholiske Trosprincip" (Copenhague, 1875).
Em 1876, Wilmers foi chamado pelo Cardeal Arcebispo Louis Pie para a faculdade de teologia de Poitiers. Em 1880, ele deu uma palestra sobre teologia para os jesuítas franceses em Saint Helier, Jersey. A partir daí, dedicou-se inteiramente à escrita, vivendo primeiro em Ditton Hall, na Inglaterra, e depois em Exaten na Holanda.

## Obras
Além do tratado acima, Wilmers escreveu:
- "Lehrbuch der Religion" (1855–57);
- "Geschichte der Religion" (1856), traduzido para vários idiomas;
- "Lehrbuch der Religion fur höhere Lehranstalted" (1869);
- "Handbuch der Religion" (1871).

Esses tratados foram frequentemente republicados. Suas últimas obras foram "De religione revelata" e "De Christi ecclesia" (1897); ele quase terminou o terceiro volume desta série "De fide divina", que foi publicado em 1902.